# Station Starachowice Michałów
Station Starachowice Michałów is een spoorwegstation in de Poolse plaats Starachowice.